# تاوا ایشولا
تاوا ایشولا (انگلیسی: Tawa Ishola؛ زادهٔ ۲۳ دسامبر ۱۹۸۸) بازیکن فوتبال اهل نیجریه است.
وی همچنین در تیم ملی فوتبال زنان نیجریه بازی کرده‌است.